# فوتوریسم

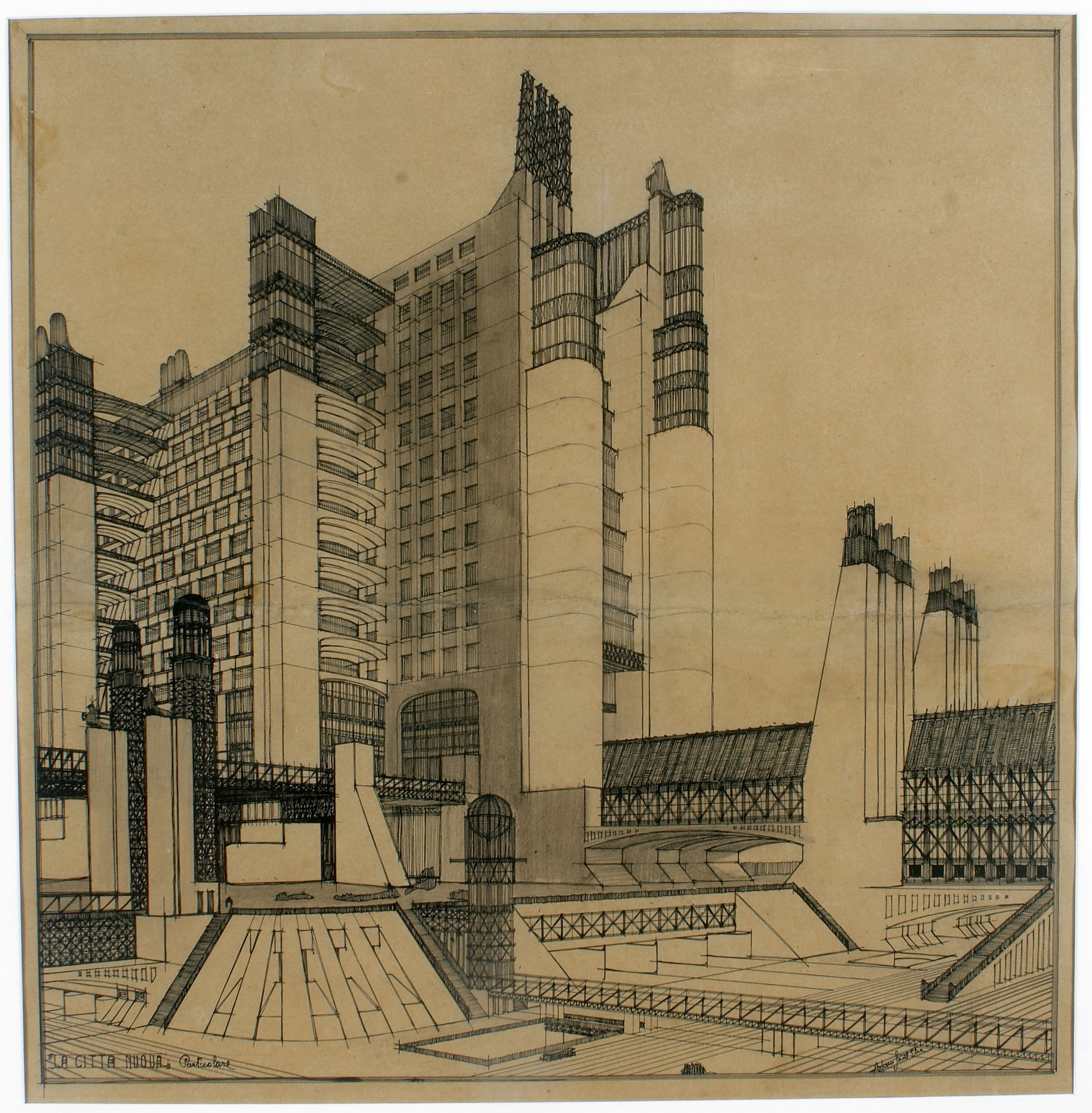
نمونه‌ای از معماری فوتوریستی. طرح از آنتونیو سنت-الیا در اوایل قرن بیستم است.

آینده‌گری یا فوتوریسم (به ایتالیایی: Futurismo) (به فرانسوی: Futurisme) یکی از جنبش‌های هنری اوایل قرن بیستم بود. مرکز این جنبش در ایتالیا بود و در کشورهای دیگر از جمله روسیه نیز فعالیت داشتند. فوتوریست‌ها در بسیاری از زمینه‌ها مانند ادبیات، نقاشی، عکاسی، مجسمه‌سازی، سفالگری، تئاتر، موسیقی، معماری و حتی آشپزی فعالیت داشته‌اند.
فیلیپو تومازو مارینتی با انتشار بیانیهٔ فوتوریسم در سال ۱۹۰۹ در روزنامه فیگارو فعالیت جنبش را رسماً آغاز کرد. در آن بیانیه، مارینتی نوشته بود که فوتوریست‌ها از هنر گذشته بیزارند و دغدغه‌های اصلی این جنبش، پویایی، سرعت و تکنولوژی است. برای فوتوریست‌ها ماشین، هواپیما و شهرهای صنعتی نشانه‌های بسیار مهمی بودند چرا که آن‌ها پیروزی انسان بر طبیعت را نشان می‌دادند.

## پیشینه
حجم‌گری بر اکسپرسیونیسم آلمان فقط از طریق واپسین نقاشی‌های مارک، ماکه، لیونل فاینینگر تأثیر گذاشت؛ در مقابل، از نخستین لحظه‌های پیدایش آینده‌گری، حجم‌گری عملاً در بطن نقاشی و پیکر تراشی آن تأثیر داشت.
آینده‌گری نخست جنبشی ادبی برخاسته از ذهن فیلیپو تومازو مارینتی شاعر ایتالیایی (۱۹۰۸) بود که بعدها در نقاشی تأثیر گذاشت. آینده‌گری در اصل جنبشی برخاسته از شهر میلان بود و به صورت طغیان روشن فکران جوان بر ضد رخوت کالبد فرهنگی و تاریخی ایتالیا در سده ۱۹ پدیدار شد. بخشی از جنبش آینده‌گری برخاسته از شخصیت پرشور مارینتی بود. آینده‌گری مارینتی و پیروانش در فلسفه‌های هانری برگسون و فردریش نیچه ریشه داشت که به نوعی طغیان گری و آنارشیسم در رفتار آن‌ها تبدیل شد.
از هنرمندان به نام این مکتب می‌توان به مارینتی، اومبرتو بوتچونی، کارلو کارا و لوئیجی روسولو، جینو سورینی در اوایل ۱۹۰۹ در میلان اشاره کرد و بعدها یکی از تأثیرگذارترین افراد این مکتب یعنی جاکومو بالا، که استاد مارینتی هم بود، به آن پیوست.

### آینده‌گری حجمی (Cubo-Futurism)
در روسیه جنبش حجم‌گری بر جنبش آینده‌گری اثر گذاشت و در سال ۱۹۱۳ یکی از جنبش‌های هنری به نام آینده‌گری حجمی به دنیا آمد. آینده‌گران حجمی فرم‌های کوبیسم را استفاده می‌کنند.
همچون دیگر آینده‌گران، روس‌ها با گذشته بد بودند و از زندگی پیشرفته خوششان می‌آمد. برعکس ایتالیایی‌ها، روس‌ها سعی می‌کردند که با حرکات جنجالی خودشان را نشان دهند. به غیر از آن، روس‌ها تأثیر هیچ‌کس را قبول نمی‌کردند.
هنرمندان مهم روس در این سبک ولیمیر خلبنیکوف، الکسی کرچنیخ، ولادمیر مایاکوفسکی و داوید بورلیوک بودند.
خیلی از آینده‌گرهای روسیه، به غیر از نقاش، نویسنده هم بودند و تعداد زیادی کتاب و شعر نوشتند. این هنرمندها در پروژه‌های مختلف هم باهم کار می‌کردند. از جمله: اپرای پیروزی آفتاب را کروچنیخ نوشت و صحنه‌های ان را مالویچ ساخت.
برآمدن استالین و چیرگی دیدگاه رسمی حزب کمونیست اتحاد شوروی در هنر و ادبیات باعث شد که جنبش آینده‌گری حجمی در روسیه از بین برود.

### آینده‌گری در ایتالیا
در ایتالیا فوتوریست‌ها به حرکات فاشیسم خیلی علاقه داشتند و از بسیاری از نظرات فاشیسم پشتیبانی می‌کردند. فوتوریست‌ها حرکت‌های مدرن می‌کردند و فاشیسم را قدرتی می‌دیدند که با آن می‌توانستند ایتالیا را کشوری مدرن بکنند. مارینتتی، که یکی از فوتوریست‌ها مهم بود، گروه سیاسی فوتوریست‌ها را در سال ۱۹۱۸ به وجود آورد. این گروه یک سال بعد از تأسیس در حزب ملی فاشیست موسولینی ادغام شد و از اولین پشتیبانان موسولینی شدند. به همین دلیل دولت خیلی از فوتوریست‌ها را به رسمیت شناخت و به آن‌ها کار دادند.
در ایتالیا آینده‌گری رشد کرده و از جنبش‌ها دیگر استفاده کردند. در معماری این اتفاق خیلی بیشتر بود و آینده‌گری به طرف کمینه‌گرایی و عقل‌گرایی رفت. بعد از سالهای ۱۹۲۰ و ۱۹۴۰ چند ساختمان دولتی در سبک آینده‌گری ساخته شدند که در بین آن‌ها ایستگاه راه‌آهن ترنتو است که آنجیولیو مازونی آن را ساخت.

## اصول کلی آینده‌گری
آینده‌گرها نگاهی طغیان‌گر به تاریخ و مظاهر تمدن داشتند و در بیانیه‌های خویش به نابودی آن‌ها رای می‌دادند و از مظاهر مدرن بشریت ستایش می‌کردند. آنان خواهان نابودی موزهها و کتابخانه‌ها و چیزهای از این قبیل بودند که نمادهای قدیم و تمدن‌های پیشین را در خویش نگهداری می‌کردند. به همین خاطر جنبش فوتوریسم یکی از ریشه‌های پیدایش فاشیسم در ایتالیا شد.
هنرمندان آینده‌گر تأکید زیادی بر یکی شدن نقاشی و تماشاگر داشتند و می‌گفتند «باید تماشاگر را در مرکز نقاشی قرار داد تا به درک اجتماعی حیرت‌آور درون نقاشی‌های این سبک پی ببرد» و این امر باعث پدید آمدن دیدگاه ماشینی و مدرن آن‌ها نسبت به نقاشی شد. آن‌ها به کشف‌ها و دیدگاه‌های علمی با تحسین بسیاری نگاه می‌کردند و بر روی حرکت در نقاشی تأکید زیادی می‌کردند که این امر باعث پیدایش «کارتون» یا پویانمایی شد.

## پیکرسازی آینده‌گری
پیکرسازی آینده‌گری نیز از اصول کلی آینده‌گری پیروی می‌کرد. نمادهای کهن پیکرتراشی را به چالش می‌کشید و از ابعاد و فضاهای متداول انتقاد می‌کرد. اجسام آن‌ها به مانند اشیائی توپر بودند که اصول خطوط متمایزکننده را از آن‌ها گرفته بودند و ساختمان محیطی آن‌ها بدون توجه به طبیعت و حقیقت اجسام به نمایش درمی‌آمد. از معروفترین پیکرتراشان آینده‌گر می‌توان به بوتچونی اشاره کرد که تندیس‌واره‌هایی توپر با حرکتی نهانی خلق می‌کرد.
بیانیه‌های پیکرتراشی آینده‌گری حتی از بیانیه‌های نقاشی آن‌ها تا حدی مهم‌تر به نظر می‌رسید زیرا منجر به تولد مکتب‌های مدرن مانند جفت و جور کاری دادائیسمی، کانستروکنیویستی و سورئالیستی در سالهای بین ۱۹۶۰ تا ۱۹۶۹ شد.

## معماری آینده‌گرا
معماری آینده‌گرا بیش‌تر به جنبش عظیم صنعت و بازتاب آن در جامعه تعلق داشت، هر چند معمارهایی مانند آنتونیو سانت‌الیا (۱۸۸۸–۱۹۱۶) که در نخستین نمایشگاه آزاد آینده‌گری در سال ۱۹۱۶ شرکت کردند و به جمع آینده‌گراها پیوستند، کارهایشان از حد نقاشی و طرح فراتر نرفت ولی معماری این سبک تحولی بنیادین در شیوه‌هایی که امروزه به نوگرایی شبه کلاسیک معروف است، تبدیل شد. از اصول بنیادی معماری آینده‌گرا، نگاه‌کردن به دغدغه‌های بشر امروز در زندگی شهری و معماری متناسب زندگی امروزی او است.

## سینما آینده‌گرا
رسانه نوظهور سینما، که خود ابزاری مکانیکی و محصول مدرنیته بود، به‌ویژه برای ثبت و نمایش شوک و سرعت عصر مدرن مناسب دانسته شد؛ و گونه‌های مختلفی از سینمای تجربی، همگام با جنبش‌های هنری مدرنیستی، در این راستا شکل گرفتند. در ایتالیا، در کنار فیلم (امروزه گمشده) Vita futurista/Futurist Life (آرنالدو جینا، ۱۹۱۶)، بیانیه سینمای آینده‌گرا در سال ۱۹۱۶ سینما را رسانه‌ای مستقل، اساساً بصری، و نوین اعلام کرد که باید خود را از سایر هنرها رها سازد؛ و مارینتی روی فیلم ناتمامی با عنوان Velocità/Speed کار کرد.
تطابق میان سرعت، شوک و مکانیزاسیون زندگی مدرن با ماهیت و قابلیت‌های «ماشین» سینما، باعث شد که بسیاری از نخستین نظریه‌پردازان و مفسران سینما، آموزه‌های آینده‌گرایی و سایر جنبش‌های هنری مدرنیستی را بپذیرند. از جمله آن‌ها می‌توان به نویسندگان مجلات آوانگارد شوروی Lef و Novy Lef، والتر بنیامین (نویسنده در آلمان و فرانسه)، و منتقد مجار-آلمانی بلا بالاژ اشاره کرد. امروزه در مطالعات سینمایی، آینده‌گرایی و فیلم‌های مرتبط با آن به‌عنوان بخشی از تاریخ سینمای آوانگارد و تجربی و به‌طور کلی مدرنیسم و جنبش‌های هنری مدرنیستی و تأثیر آن‌ها بر سینما بررسی می‌شوند؛ همچنین این جنبش در ارتباط با مطالعات تاریخی سینمای ملی کشورهایی مانند اتحاد جماهیر شوروی، فرانسه، و آلمان مورد توجه قرار می‌گیرد.